# فرزندان گوبلز

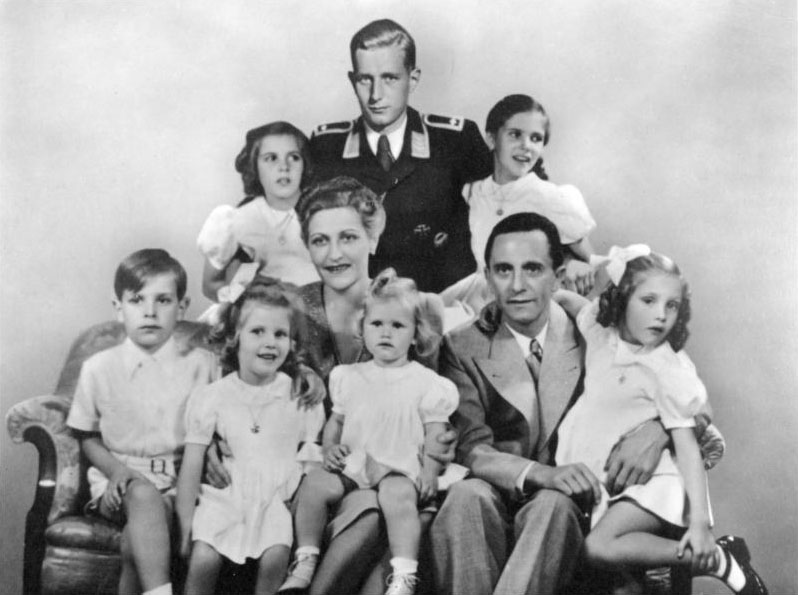
خانوادهٔ گوبلز در ۱۹۴۲: (ردیف عقب) هیلده‌براند، هارالد کوآنت؛ (ردیف جلو) هلموت، هدویش، ماگدا، هایدرون، یوزف و هلدینه.

فرزندان گوبلز پنج دختر و یک پسر بودند که حاصل ازدواج یوزف گوبلز (وزیر رایش برای روشنگری مردم و پروپاگاندا) و همسرش ماگدا گوبلز بودند. فرزندان آن‌ها، که بین ۱۹۳۲ و ۱۹۴۰ زاده شده بودند، در ۱ مه ۱۹۴۵، یک روز پیش از خودکشی والدینشان، توسط آنان به قتل رسیدند.
ماگدا گوبلز از ازدواج قبلی‌اش پسری بزرگتر به نام هارالد کوآنت داشت که هنگام قتل خواهرها و برادر ناتنی‌اش در محل حضور نداشت.

## نامگذاری
برخی نویسندگان بیان کرده‌اند که شروع اسم همهٔ آنان با "H" به احترام آدولف هیتلر بوده، ولی شواهدی برای این ادعا وجود ندارد، اما این را تأیید می‌کند که نامگذاری "H" توسط ماگدا ایدهٔ شوهر اولش گونتر کوانت بود که نام دو فرزند دیگرش با همسر اولش با "H" شروع می‌شد.
با این وجود، مادر ماگدا، آوگوسته برند، گفته خانوادهٔ او برای هر بچه دنبال نام‌های شروع شونده با "H" می‌گشتند که این ادعا را تأیید می‌کند.

## فرزندان

### هارالد

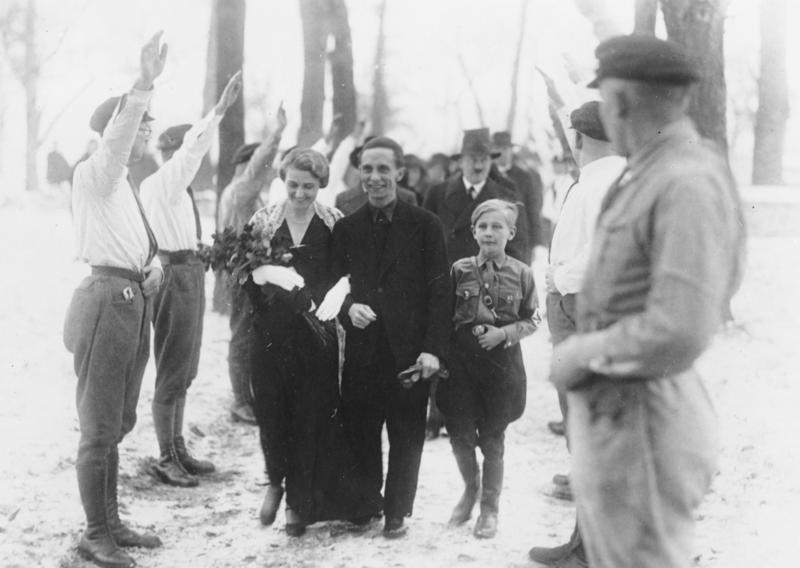
هارالد ۱۰ ساله (در یونیفرم جوانان آلمانی) در ازدواج مادرش با یوزف گوبلز. هیتلر، که ساقدوش گوبلز است را می‌توان در پس زمینه مشاهده کرد.

ماگدا در ۱۹۲۱ با گونتر کواندت ازدواج کرد و ده ماه بعد، هارالد کواندت از آن دو زاده شد. آن دو در سال ۱۹۲۹ از هم جدا شدند و ماگدا در سال ۱۹۳۱ با یوزف گوبلز ازدواج کرد. (هیتلر شاهد ازدواج آن‌ها بود)
هارالد، در ازدواج مادرش با یوزف گوبلز شرکت و آن‌ها را همراهی کرد. او در یونیفرم جوانان هیتلری روی یک سکو نزدیک "عمو یوزف" ایستاد. گوبلس پس از انتصاب به وزارت، از پدر هارالد خواست تا سرپرستی او را رها کند تا بعد از مراسم ازدواجش با ماگدا، از سال ۱۹۳۴ هارالد بتواند به خانهٔ گوبلس برای زندگی نقل مکان کند.
او بعداً به عنوان ستوان در نیروی هوایی آلمان نازی مشغول به کار شد و تنها عضو خانواده بود که پس از جنگ زنده ماند و از صنعتگران پیشروی آلمان غربی در دهه‌های ۱۹۵۰ و ۱۹۶۰ شد. هارالد در ۱۹۶۷ پس از انفجار هوانورد شخصی‌اش بر فراز ایتالیا درگذشت. از او همسر و پنج فرزندش برجای ماندند.

### هلگا زوزانه

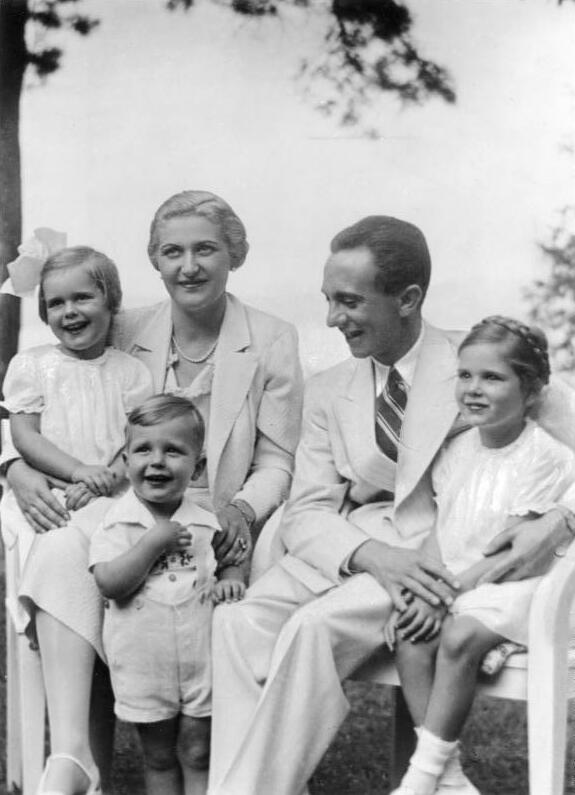

هلگا زاده ۱ سپتامبر ۱۹۳۲ بود. گوبلز به بزرگترین دخترش افتخار می‌کرد و به محض رسیدن از کار به خانه به تختخواب وی می‌رفت تا او را بر زانویش بنشاند. هلگا "دختر عزیزدردانه‌ بابا" بود که پدرش را به مادرش ترجیح می‌داد. گزارش شده او نوزادی دوست داشتنی بود که هرگز گریه نمی‌کرد و «با بارقهٔ چشمان آبیش» بدون آن که چیزی از سیاست بفهمد به مقامات ناسیونال سوسیالیست آلمان نازی گوش فرا می‌داد. هیتلر، که دوستدار کودکان بود، هنگام سخنرانی‌های شبانه‌اش او را بر روی زانوهای خود می‌نشاند.
از او به همراه هیلده در ۲۰ آوریل ۱۹۳۶ در حال تقدیم گل به هیتلر عکس‌هایی به جا مانده است. هلگا در ۱۲ سالگی کشته شد. بر بدن او پس از مرگ کبودی‌هایی دیده می‌شد (عمدتاً بر صورتش) که منجر به حدس و گمان گسترده در این خصوص است که وی در مقابل خوردن کپسول سیانور که برای مرگ او از طریق شکستن بین دندان‌های وی مورد استفاده قرار گرفته، مقاومت کرده بود.

### هیلده‌گارد تراودل
او که هیلده خوانده می‌شد در ۱۳ آوریل ۱۹۳۴ زاده شد. در مدخل خاطراتی مربوط به سال ۱۹۴۱، پدرش یوزف در دفتر خاطراتش از او به "موش کوچولو" یاد کرده‌است.
وی هنگام مرگ یازده سال داشت.

### هلموت کریستیان

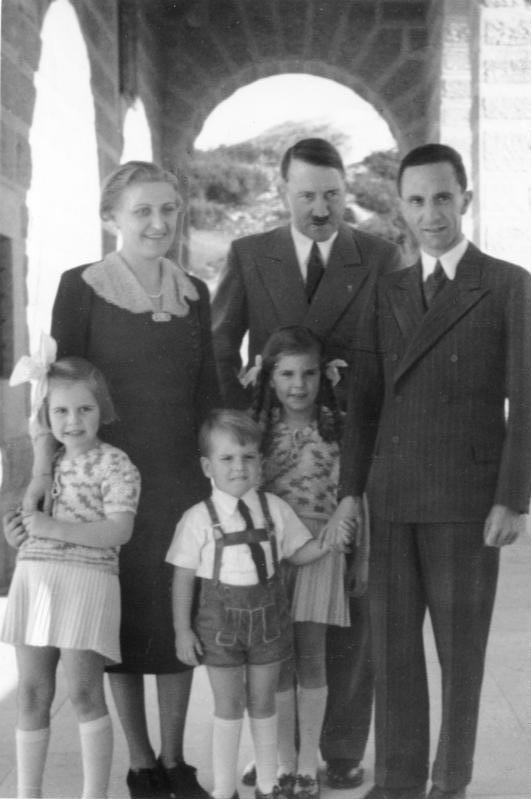
.

هلموت زاده ۲ اکتبر ۱۹۳۵، حساس و گاهی خیالپرداز دانسته می‌شد. یوزف در خاطراتش او را دلقک خوانده است.
هلموت در زمان مرگ نه ساله بود.

### هلدینه کاترین
زاده فوریه ۱۹۳۷ بود. ادعا شده نام او از دکتری که به دنیایش آورد گرفته شده، که هنگام تولدش فریاد زد: «این یکی خوشگله!» هانس مایسنر ادعا می‌کند هلدینه تا حدی بدلیل پریشانی و کمتر سرزنده بودن توسط دیگران گوشه‌گیر شده بود. به همین دلیل پدر و مادرش برای جبران، به او بیشتر از بقیه بچه‌هایشان توجه می‌کردند.
او هنگام مرگ هشت سال داشت.

### هدویش یوهانا
زاده ۱۹۳۸ ، هنگام مرگ ۷ سال داشت.

### هایدرون الیسابت
او در سال ۱۹۴۰ زاده شد. به هایدرون، "دختر ناز کوچک" می‌گفتند. او هنگام مرگ ۴ سال داشت. زادروزش با پدرش یکی بود.

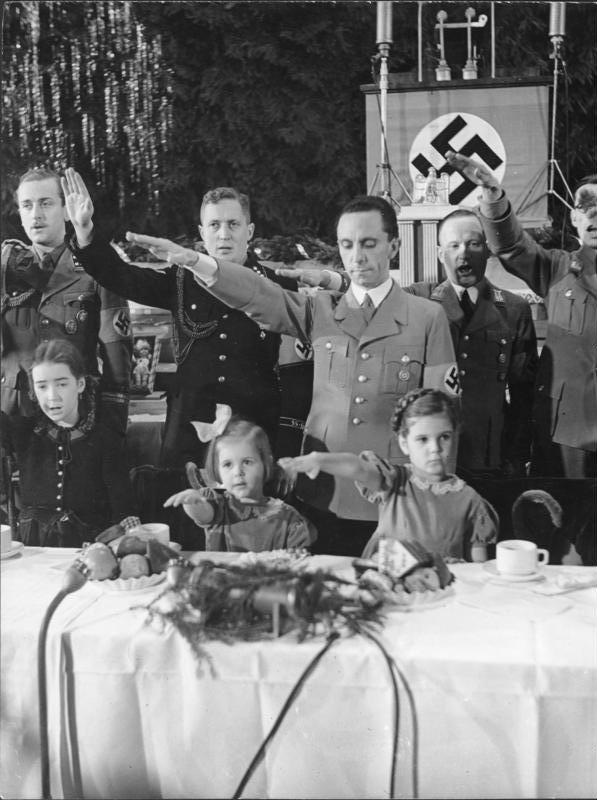
.

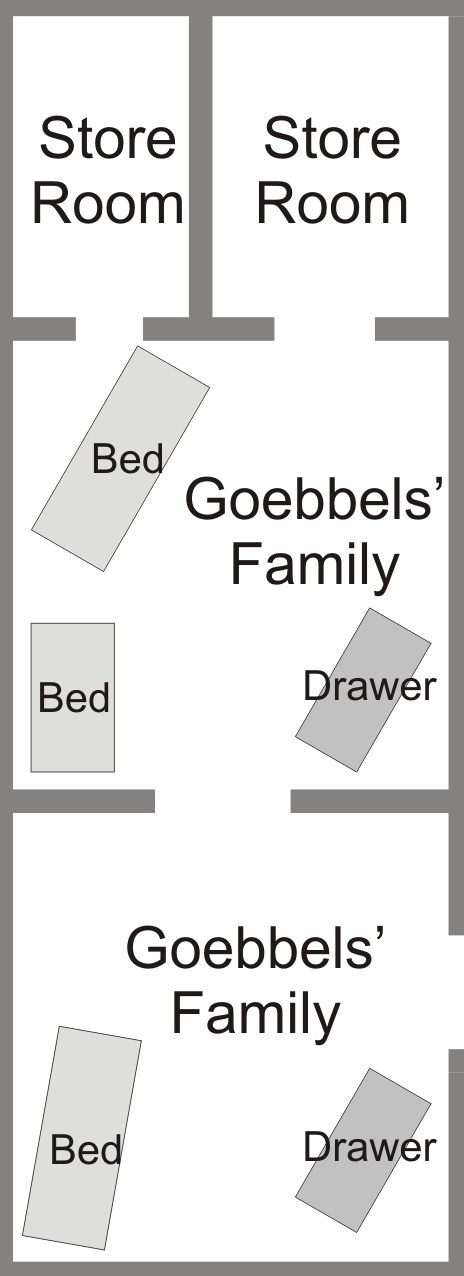
نقشه محل اقامت خانواده گوبلس در اقامتگاه.

هیتلر به بچه‌ها خیلی علاقه داشت و حتی در آخرین هفتهٔ زندگیش به آنان شکلات داد و اجازه داد از حمامش که تنها حمام وان‌دار در اقامتگاه بود استفاده کنند.
گزارش شده آنان در زمان اقامت در اقامتگاه مخفی هیتلر، با بلوندی سگ هیتلر بازی می کردند.

## مرگ
داستان‌های تجاوز جنسی سربازان پیشروی کنندهٔ روسی طی اشغال برلین دهان به دهان بین آلمانی‌ها می‌گشت و مباحثه زیادی در اقامتگاه مخفی هیتلر (فورربونکر) در خصوص خودکشی به منظور جلوگیری از تحقیر توسط نیروهای شوروی وجود داشت.
در آخرین وصیت گوبلس، وی ادعا می‌کرد همسر و فرزندانش از خودداری او برای ترک برلین دفاع می‌کردند و اگر بچه‌ها به حدی بزرگ بودند که می‌توانستند از طرف خود صحبت کنند، از این تصمیم حمایت می‌کردند.
در ۱ مه ۱۹۴۵ به شش فرزند گوبلس مورفین تزریق شد. پس از اطمینان از بیهوشی آن‌ها، مادرشان با شکستن کپسول سیانید در دهانشان، آن‌ها را به قتل رساند. در روز بعد گوبلس و همسرش در حیاط مخفیگاه به زندگی خود پایان دادند. 
نیروهای ارتش شوروی در تاریخ ۳ مه ۱۹۴۵، جسد فرزندان گوبلس را در حالی که در لباس خوابشان بودند، در مخفیگاه هیتلر پیدا کردند. جسدهای خانواده گوبلس، ابتدا در محلی دفن اما بعدها توسط نیروهای کاگ‌ب شوروی نبش قبر و سوزانده شد و بقایای آن‌ها در رودخانه‌ای انداخته شد.

## ثروت خاندان
رسانه‌های اسرائیل مدعی شدند که هفت دهه پس از پایان جنگ جهانی دوم، ثروتمندترین خانواده آلمانی، نواده‌های گوبلز، یار بزرگ هیتلر و وزیر تبلیغات آلمان نازی، هستند. ثروت خانواده کواندت که از ۴۰ میلیارد دلار فراتر رفته‌است، از داشتن حدود ۴۷ درصد از سهام کارخانجات خودروسازی مشهور آلمانی ب‌ام‌و اندوخته شده‌است. درآمد ب‌ام‌و در سال ۲۰۱۲ میلادی ۷۷ میلیارد یورو با سود خالص بیش از ۵ میلیارد یورو و مجموع دارایی آن در همین سال حدود ۱۳۲ میلیارد یورو بوده‌است. خانواده کواندت صاحبان عمده سهام فروشگاه‌های زنجیره‌ای «لیدل» و «آلدی» نیز هستند که در بسیاری از کشورهای اروپایی صدها شعبه دارد. رسانه‌های آلمان نیز خانواده کواندت را در سلک ثروتمندترین و شاید شماره اول در میان داراترین خاندان‌ها در این کشور معرفی کردند. ماگدا پیش از ازدواج با گوبلز در سال ۱۹۲۱ با گونتر کواندت ازدواج کرد و هرالد کواندت را از او به دنیا آورد.

## مطالعه بیشتر
- Lehrer, Steven (2006). The Reich Chancellery and Führerbunker Complex: An Illustrated History of the Seat of the Nazi Regime. McFarland. p. 214. ISBN 0-7864-2393-5.
- Lehrer, Steven (2002). Hitler Sites: A City-by-city Guidebook (Austria, Germany, France, United States). McFarland. p. 224. ISBN 0-7864-1045-0.
- Emma Craigie (2010) Chocolate Cake with Hitler  Short Books ISBN 978-1-907595-20-2